# Endevinalla
Una endevinalla o endevineta és un misteri simple adreçat especialment als nens en el qual cal endevinar fruites, animals, objectes quotidians, etc. Com que és orientat a la mainada té un component educatiu a l'hora de representar d'una manera divertida mots i tradicions. Durant l'endevinalla, ens donen pistes de l'objecte per tal que el puguem endevinar.
Les endevinalles es presenten en diferents formats de metre i composició, si bé són molt comuns els versos octosíl·labs, les estrofes de dos o quatre versos i les rimes assonants o consonants en tots els versos o, més habitualment, en versos alterns.

## L'endevinalla a l'antiguitat
La pràctica de l'endevinalla és documentada d'antic: en trobem exemples en escrits sànscrits, la Bíblia, llegendes clàssiques... Entre les endevinalles de gran tradició trobem l'anomenada "endevinalla de l'esfinx" de la llegenda grega d'Èdip:
| « | «Quin és l'animal que al matí camina a quatre potes, durant el dia amb dos i a la nit amb tres?» | » |

Els grecs eren molt aficionats a les endevinalles, que anomenaven αἴνιγμα ('ainigma' enigmes), sobretot les plantejaven als simposis, on era costum de divertir-se proposant endevinalles per resoldre. Alguns autors, com ara Teodectes de Faselis i Aristònim, van tenir una fama considerable per ser inventors i escriptors d'endevinalles, segons diu Ateneu de Nàucratis. Els que aconseguien resoldre l'enigma que se'ls proposava rebien un premi, que prèviament s'havia acordat entre tots, i que habitualment consistia en corones de flors, pastissos i llaminadures, o petons. Si algú era incapaç de resoldre l'enigma se'l condemnava a beure tot d'un glop una certa quantitat de vi, de vegades barrejat amb aigua salada. Les endevinalles que han arribat fins avui estan escrites en versos hexàmetres.